# 李冬玉
李冬玉（1955年12月—），女，汉族，陕西西安人，中华人民共和国政治人物，曾任陕西省政协副主席，中国民主建国会中央委员会常委、陕西省委主委。

## 生平
2008年1月，当选为陕西省政协副主席。2022年1月，辞去省政协副主席职务。
2008年，当选第十一届全国政协委员，代表中国民主建国会，分入第八组。2018年1月，当选第十三届全国政协委员。